# Ukahiiyo
Ukahiiyo ist eine winzige Insel von Somalia. Sie gehört politisch zu Jubaland und geographisch zu den Bajuni-Inseln, einer Kette von Koralleninseln (Barriereinseln), welche sich von Kismaayo im Norden über 100 Kilometer bis zum Raas Kaambooni nahe der kenianischen Grenze erstreckt.

## Geographie
Die Insel liegt zusammen mit Kiiwa Kasabuuli, Kiyoojo Kaaji und Kiyoojo Lagooni in der Bucht von Juula. Dort mündet der Fluss Caannoole ins Meer. Im Norden schließt sich das größere Juula an.

## Klima
Als Klima herrscht heißes Steppenklima mit Monsuneinfluss.